# 1701
سنة 1701 كانت سنة بسيطة تبدأ يوم السبت (الرابط يظهر نموذج التقويم الكامل للسنة) من التقويم الميلادي، وسنة بسيطة تبدأ يوم الأربعاء من التقويم اليولياني.

## أحداث
- تأسيس مدينة بيلو هوريزونتي وتقع حاليا في البرازيل.
- تأسيس مدينة معسكر وتقع حاليا في الجزائر.
- 5 مارس: تأسيس مدينة ماراكاي وتقع حاليا في فنزويلا.

## مواليد
- أندرس سلزيوس
- شارل ماري دو لا كوندامين جغرافي ورياضي من فرنسا.

## وفيات
- صموئيل شابوزيو
- وليام كيد